# کبوتر میوه‌خوار نواری
کبوتر میوه‌خوار نواری یا کبوتر میوه‌خوار پشت‌سیاه (نام علمی: Ptilinopus cinctus) یک کبوتر بزرگ به طول ۳۸–۴۴ سانتی‌متر و وزن ۴۵۰–۵۷۰ گرم، با سر، گردن و بالای سینه سفید؛ پشت مشکی و روتنه به تدریج تا خاکستری روی کفه است. دم سیاه با نوار پهن انتهایی خاکستری؛ زیرتنه خاکستری مرزبندی با سر سفید دارد.
کبوتر میوه‌خوار نواری در بالی و جزایر سوندای کوچک یافت می‌شود. زیستگاه آن در جنگل‌های بارانی موسمی است.
میوه درختان جنگلی به ویژه انجیر را می‌خورد.